# Resolutie 670 Veiligheidsraad Verenigde Naties
Resolutie 670 van de Veiligheidsraad van de Verenigde Naties werd aangenomen op 25 september 1990. Op de onthouding van Cuba na stemden alle leden voor de resolutie.

## Achtergrond
Op 2 augustus 1990 viel Irak zijn zuiderbuur Koeweit binnen en bezette het land. Nog diezelfde dag werd de inval door de VN-Veiligheidsraad veroordeeld in resolutie 660. Deze resolutie eiste ook een onmiddellijke terugtrekking van Irak, maar daar kwam niets van terecht.

## Inhoud
De Veiligheidsraad:
- herinnert aan de resoluties 660, 661, 662, 664, 665, 666 en 667;
- veroordeelt de Irakese bezetting van Koeweit, evenals het feit dat Irak zijn acties niet intrekt en de annexatie en het vasthouden van buitenlanders niet beëindigt;
- veroordeelt ook de behandeling van Koeweitse burgers door het Iraakse leger waaronder gedwongen vertrek en mishandeling;
- is erg bezorgd over pogingen om de maatregelen in resolutie 661 te omzeilen;
- merkt op dat sommige landen het aantal aanwezige Iraakse diplomaten hebben beperkt of willen beperken;
- is vastberaden om de strikte naleving van resolutie 661 af te dwingen;
- is ook vastberaden om respect af te dwingen voor zijn beslissingen en de artikelen °25 en °48 van het Handvest van de Verenigde Naties;
- bevestigt dat alle acties van de Iraakse overheid die in strijd zijn met bovenstaande resoluties of artikelen nietig zijn;
- is vastberaden om de naleving van zijn resoluties te verzekeren;
- verwelkomt de tussenkomst van de secretaris-generaal voor een vreedzame oplossing;
- benadrukt dat de niet-naleving van de resoluties 660, 661, 662, 664, 666 en 667 door Irak tot ernstige acties van de Veiligheidsraad kunnen leiden;
- herinnert aan de voorwaarden in artikel °103 in het Handvest;
- handelt onder Hoofdstuk VII van het Handvest;

1. roept alle landen op om resolutie 661 strikt na te leven;
2. bevestigt dat resolutie 661 van toepassing is op alle transportmiddelen, waaronder vliegtuigen;
3. beslist dat alle landen moeten verbieden dat vliegtuigen vanuit hun grondgebied naar Irak of Koeweit vliegen met ander dan humanitair voedsel aan boord;
4. beslist ook dat alle landen moeten verbieden dat vliegtuigen onderweg naar Irak of Koeweit over hun grondgebied vliegen, tenzij:
a. het vliegveld aan een ander land toebehoort dat er de lading zal inspecteren;
b. de vlucht is toegelaten door het Comité van de Veiligheidsraad (resolutie 661);
c. het een VN-vlucht voor de Militaire Waarnemersgroep is;
5. beslist verder dat elk land moet zorgen dat vliegtuigen en operatoren op hun grondgebied aan resolutie 661 voldoen;
6. beslist ook nog dat alle landen het Comité moeten verwittigen van vluchten naar Irak of Koeweit die niet aan paragraaf °4 voldoen met het doel van de vlucht;
7. vraagt alle landen samen te werken aan de effectieve uitvoering van resolutie 661;
8. roept alle landen ook op om Iraakse schepen die resolutie 661 schenden of hebben geschonden vast te houden of te weigeren;
9. herinnert alle landen aan hun verplichting om Iraakse bezittingen te bevriezen en die van Koeweit te beschermen;
10. roept alle landen verder op OM het Comité te informeren over ondernomen acties om deze resolutie uit te voeren;
11. bevestigt dat de VN, de gespecialiseerde organisaties en andere internationale organisaties maatregelen moeten nemen om resolutie 661 en deze resolutie in praktijk te brengen;
12. beslist maatregelen te nemen tegen landen die resolutie 661 of deze resolutie proberen te omzeilen;
13. bevestigt dat de Vierde Geneefse Conventie van toepassing is in Koeweit en dat Irak, als partij van de Conventie, eraan gebonden is en verantwoordelijk is voor de ernstige schendingen ervan die het begaat.

## Verwante resoluties
- Resolutie 667 Veiligheidsraad Verenigde Naties
- Resolutie 669 Veiligheidsraad Verenigde Naties
- Resolutie 674 Veiligheidsraad Verenigde Naties
- Resolutie 677 Veiligheidsraad Verenigde Naties

Lijst ·  647 ·  648 ·  649 ·  650 ·  651 ·  652 ·  653 ·  654 ·  655 ·  656 ·  657 ·  658 ·  659 ·  660 ·  661 ·  662 ·  663 ·  664 ·  665 ·  666 ·  667 ·  668 ·  669 ·  670 ·  671 ·  672 ·  673 ·  674 ·  675 ·  676 ·  677 ·  678 ·  679 ·  680 ·  681 ·  682 ·  683